# Супруненко Андрій Павлович
Андрій Павлович Супруненко (16 травня 1987, Корюківка, Чернігівська область, Українська РСР — 20 червня 2016, смт. Верхньоторецьке, Ясинуватський район, Донецька область, Україна) — солдат Збройних сил України, учасник війни на сході України, гранатометник (58-ма окрема мотопіхотна бригада ?).
Помер від поранень, отриманих під час мінометного обстрілу. У тому ж бою загинув солдат Олександр Горностаєв.
По смерті залишилися мати, сестра та дружина.
Похований у с. Перелюб, Корюківський район, Чернігівська область.

## Нагороди
Указом Президента України № 48/2017 від 27 лютого 2017 року «за особисту мужність, виявлену у захисті державного суверенітету та територіальної цілісності України, самовіддане виконання військового обов'язку» нагороджений орденом «За мужність» III ступеня (посмертно).